# Adrian Stephen
Adrian Leslie Stephen (1883-1948) est un écrivain et psychanalyste britannique.

## Biographie

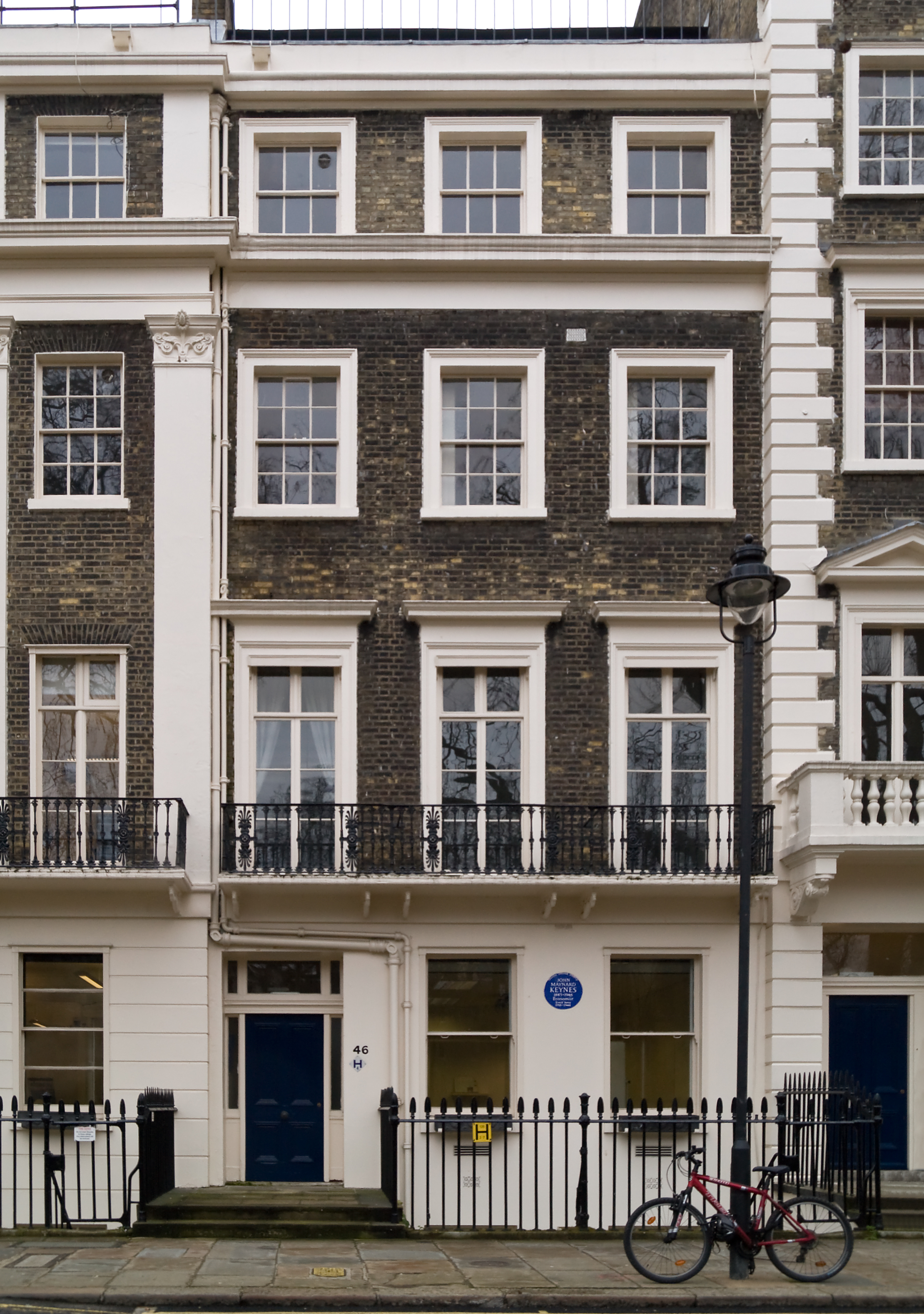
46 Gordon Square, Bloomsbury

Il est le plus jeune enfant de la fratrie Stephen, qui comprend Vanessa Bell, Thoby Stephen et Virginia Woolf. Il fait ses études secondaires à la Westminster School, puis commence des études de droit au Trinity College (Cambridge), qu'il interrompt pour tenter de devenir acteur. Après le décès de leur père, Leslie Stephen, en 1904, les quatre enfants Stephen quittent la maison familiale de Hyde Park et s'installent ensemble 46, Gordon Square, dans le quartier londonien de Bloomsbury, où leur maison est le noyau du groupe devenu célèbre sous le nom de Bloomsbury Group : un groupe d'artistes et d'intellectuels qui se réunit jusqu'à la fin des années 1930. 
En 1914, Adrian épouse Karin Costelloe, diplômée en philosophie et spécialiste de Bergson. Quand éclate la Première Guerre mondiale tous les deux sont objecteurs de conscience, comme Lytton Strachey et Leonard Woolf, et ils passent la guerre à travailler dans une ferme de l'Essex. 

## Psychanalyse
Après la guerre, Adrian et Karin Stephen s'intéressent à la psychanalyse et, suivant les conseils d'Ernest Jones, entreprennent des études de médecine, obtenant leur diplôme de médecin en 1927. Adrian Stephen devient psychanalyste en 1926.

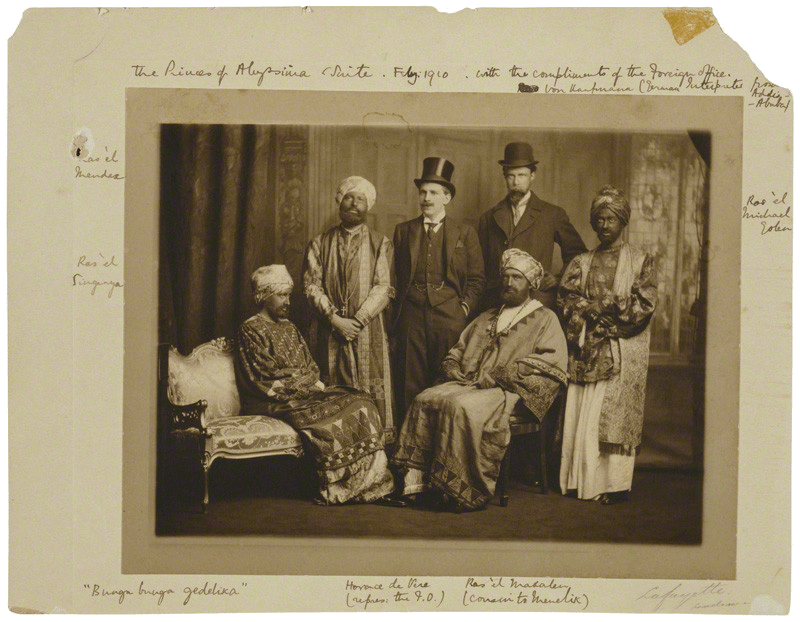
Le Dreadnought hoax. Adrian Stephen est l'homme au chapeau melon

En 1936, Adrian Stephen décide de raconter en détail le canular du Dreadnought (1910), auquel il avait pris part un quart de siècle plus tôt, et en fait un livre. 
Au début de la Deuxième Guerre mondiale, Adrian Stephen abandonne son attitude pacifiste de la guerre précédente et s'enrôlant à l'âge de 60 ans, se porte volontaire comme médecin militaire et officier en 1942. Il meurt en 1948.

### Publications
- The 'Dreadnought' hoax, London, Hogarth Press, 1936.